# Lupinus camiloanus
Lupinus camiloanus är en ärtväxtart som beskrevs av Charles Piper Smith. Lupinus camiloanus ingår i släktet lupiner, och familjen ärtväxter. Inga underarter finns listade i Catalogue of Life.